# Поможани (Мазовецьке воєводство)
Поможани (пол. Pomorzany) — село в Польщі, у гміні Вежбиця Радомського повіту Мазовецького воєводства.
Населення — 479 осіб (2011).
У 1975—1998 роках село належало до Радомського воєводства.

## Демографія
Демографічна структура станом на 31 березня 2011 року:
|          | Загалом | Допрацездатний вік | Працездатний вік | Постпрацездатний вік |
| -------- | ------- | ------------------ | ---------------- | -------------------- |
| Чоловіки | 255     | 54                 | 178              | 23                   |
| Жінки    | 224     | 53                 | 126              | 45                   |
| Разом    | 479     | 107                | 304              | 68                   |